# Hohl Kuhtränke (Otzberg)
Die Hohl Kuhtränke ist ein flächenhaftes Naturdenkmal in der Gemeinde Otzberg, Gemarkung Ober-Klingen, im Landkreis Darmstadt-Dieburg, Südhessen. Es wurde durch Verordnung vom 27. Mai 1959 als geologisches Naturdenkmal und Vogelschutzgehölz geschützt.

## Lage

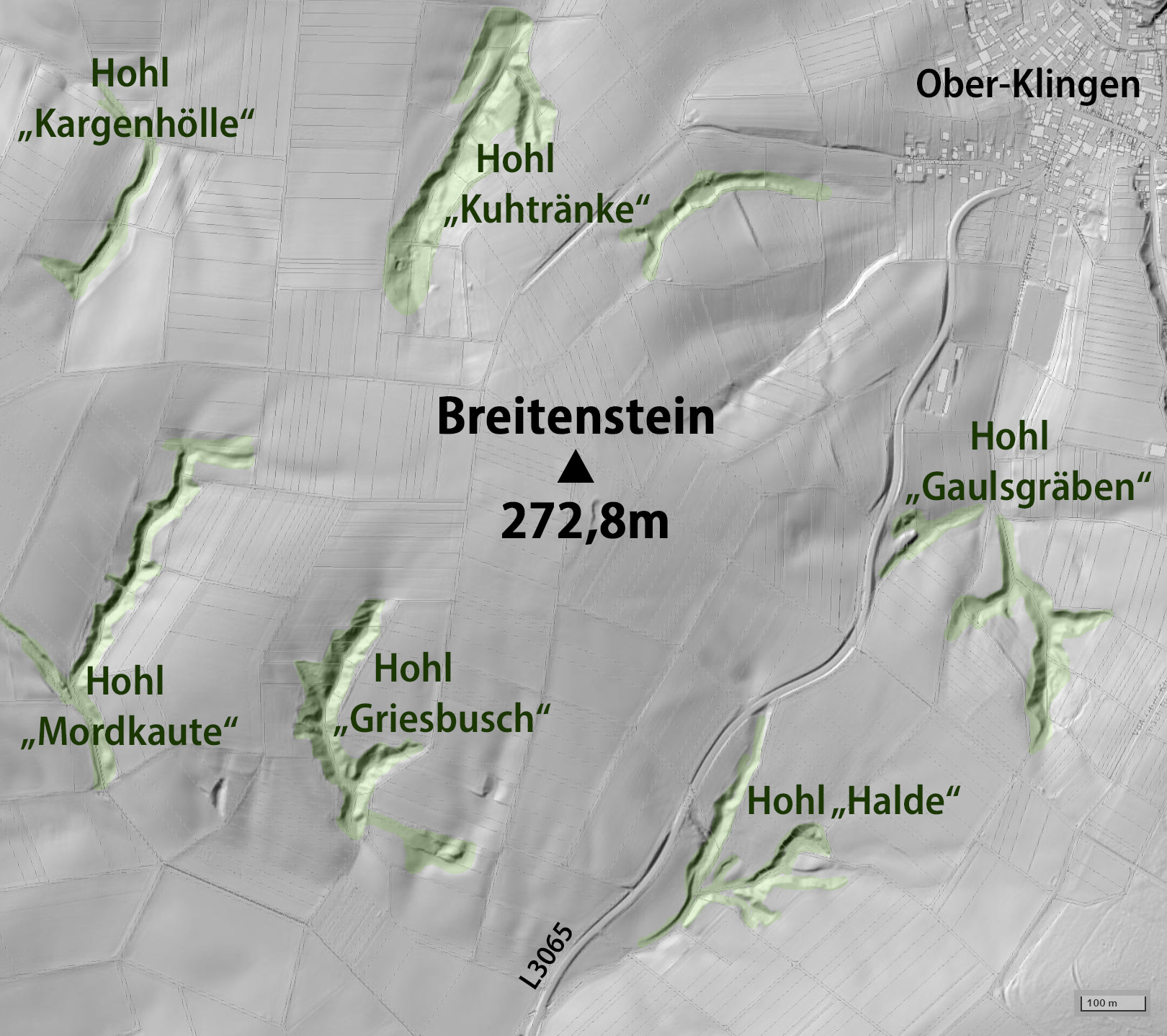
Die "Klinger Rechen" am Breitenstein

Die Hohl „Kuhtränke“ liegt im Naturraum Reinheimer Hügelland im Teilgebiet 231.13 Südliche Reinheimer Buckel. Sie befindet sich etwa 1,5 Kilometer westlich von Ober-Klingen. Die tief eingeschnittene Löss-Schlucht verläuft von Süden nach Norden über etwa 850 Meter abwärts. Umgeben wird das Naturdenkmal von Wiesen, Koppeln und Äckern.

### Klinger Rechen
Rund um den durch Vulkanismus entstandenen Breitenstein befinden sich insgesamt sechs naturgeschützte Schluchten. Sie sind in der Region auch als Klinger Rechen bekannt. Ihr Ursprung wird auf Auswaschungen des Löss-Bodens durch Grund- und Oberflächenwasser zurückgeführt. Die Schluchten rund um den Breitenstein sind:
- Hohl Kuhtränke
- Hohl Gaulsgräben
- Hohl Halde
- Hohl Griesbusch
- Hohl Mordkaute
- Hohl Kargenhölle

## Beschreibung
Die Löss-Schlucht „Kuhtränke“ ist zwischen 20 und 100 Meter breit und 8 bis 12 Meter tief und besitzt mehrere kurze Seitentäler. Im südlichsten Abschnitt befindet sich eine Streuobstwiese mit Quellsenke und Lössabstich. Daran schließen ältere Baumbestände an (Buche, Hainbuche, Birke, Stielcheiche, Erle, einzelne Nadelbäume), im Talgrund wachsen Scharbockskraut, Buschwindröschen, Veilchen und feuchtigkeitsliebende Pflanzen. Im unteren Drittel führt ein Dammweg quer durch die Hohl. Südlich grenzt eine zeitweilig durch Schafe beweidete Magerwiese an, hier wurde in den 1970er Jahren der Fransenenzian nachgewiesen. Der schmalere nördliche Abschnitt der Hohl ist mit Kirschbäumen, Eichen und Sträuchern bewachsen. Zwei Lössabstiche bieten hier Nistmöglichkeiten für Wildbienen und andere bodennistende Insekten.
Im nordöstlichen Teil wurde eine Streuobstwiese angelegt.
Zahlreiche Vogelarten brüten oder leben in dem Gebiet, unter anderem Turteltaube, Wespenbussard, Wendehals, Kleinspecht, Rebhuhn, Pirol, Gartenrotschwanz, Grauschnäpper und Grasmückenarten. In dem Gelände wurden 79 Schmetterlingsarten nachgewiesen.
1979 wurde das Gebiet leicht erweitert als Naturschutzgebiet von 10 ha vorgeschlagen, dies wurde aber nicht weiter umgesetzt.

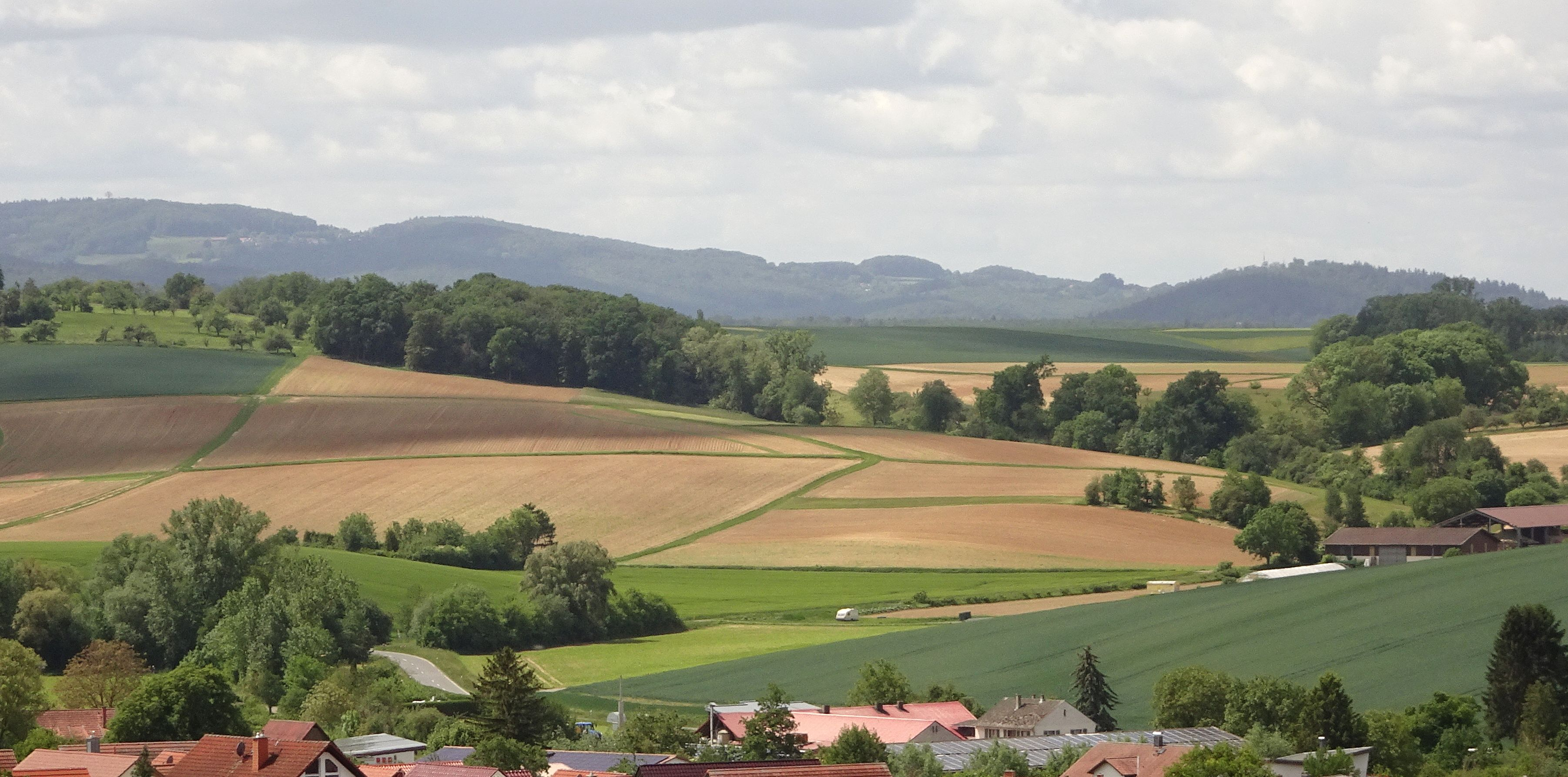
Verlauf der 850 m langen Hohl „Kuhtränke“
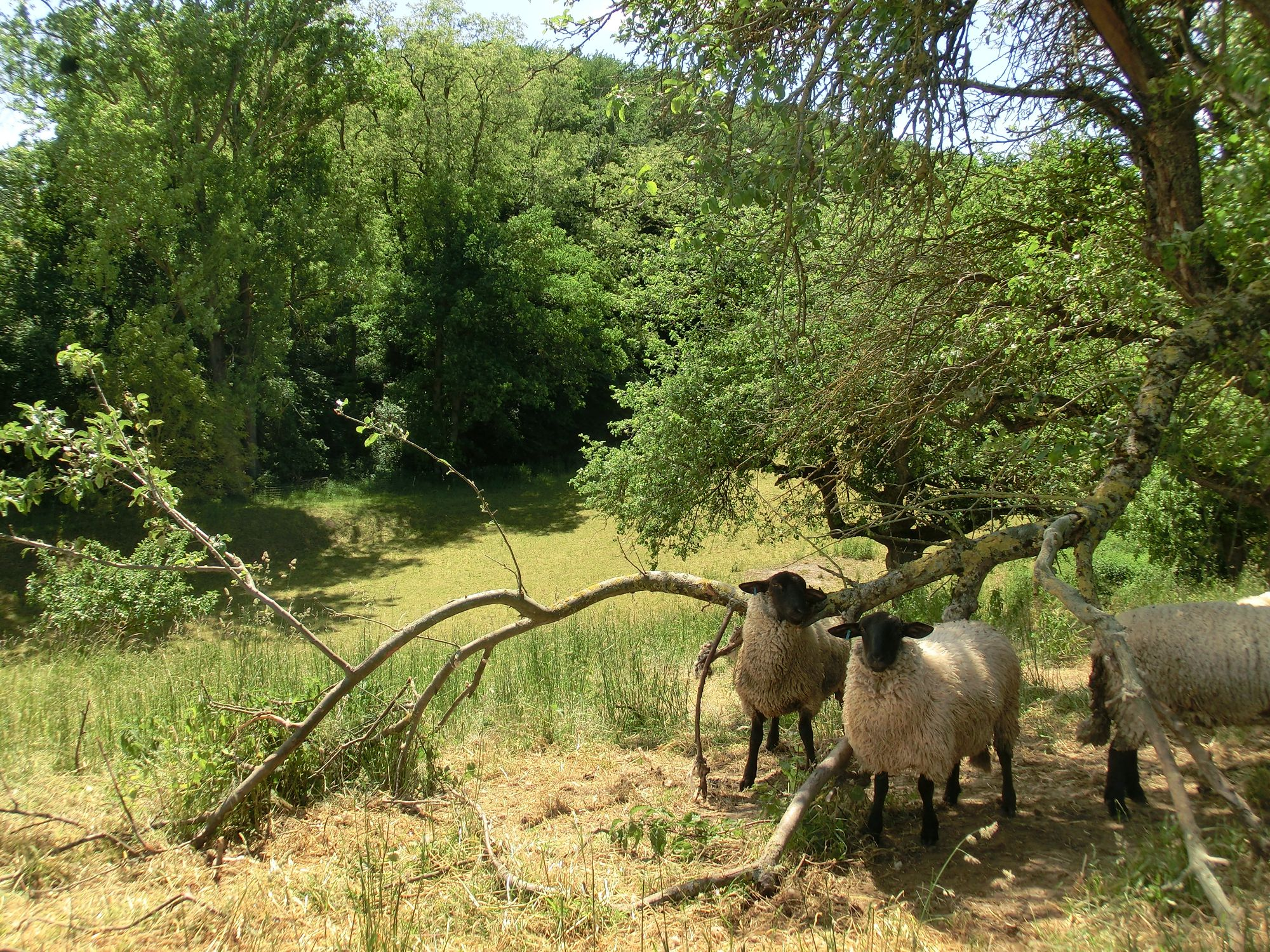
Von Schafen beweidete Magerwiese mit Obstbäumen, dahinter die bewaldete Lössschlucht
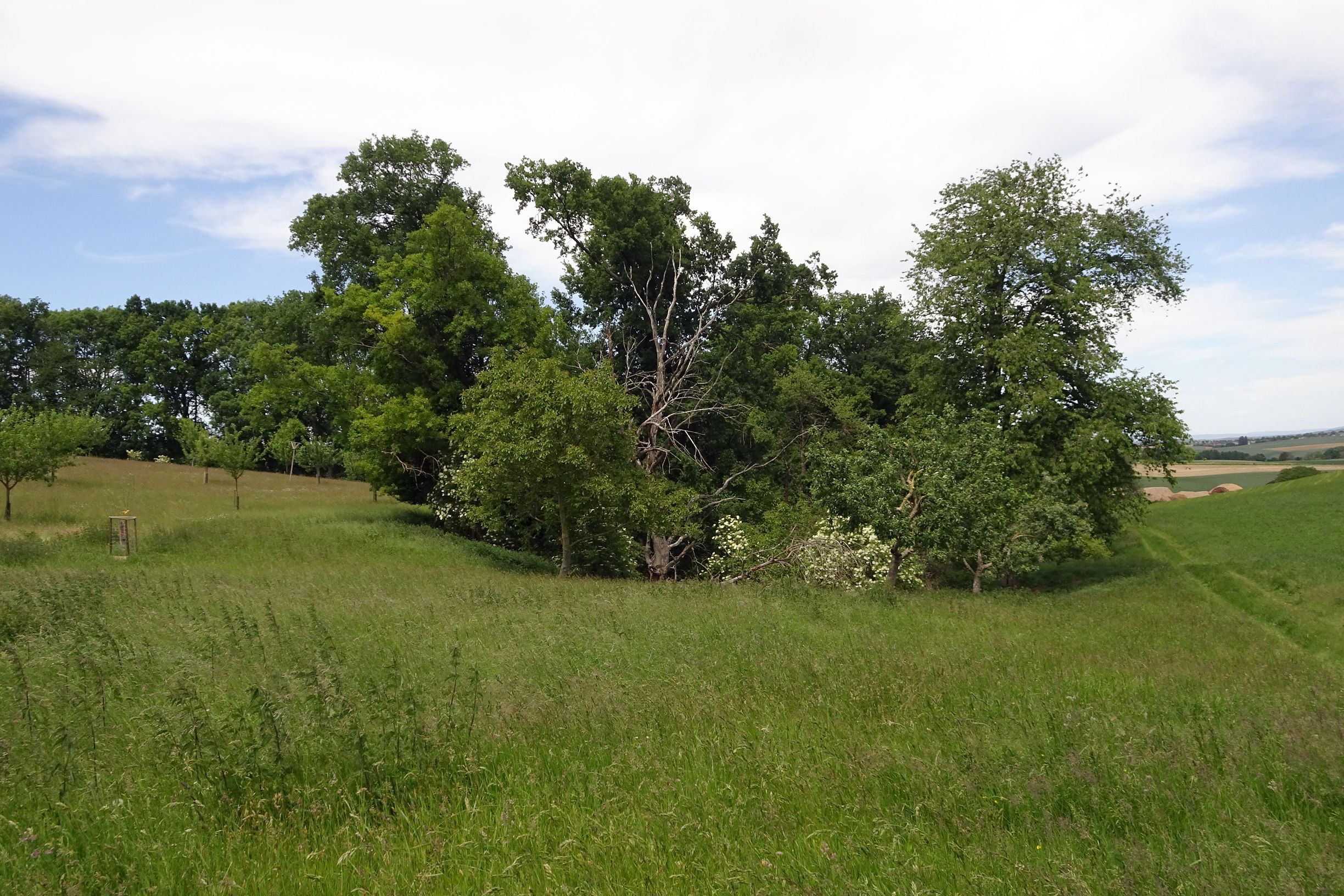
Nördlicher Teil der Hohl mit frisch angelegter Streuobstwiese
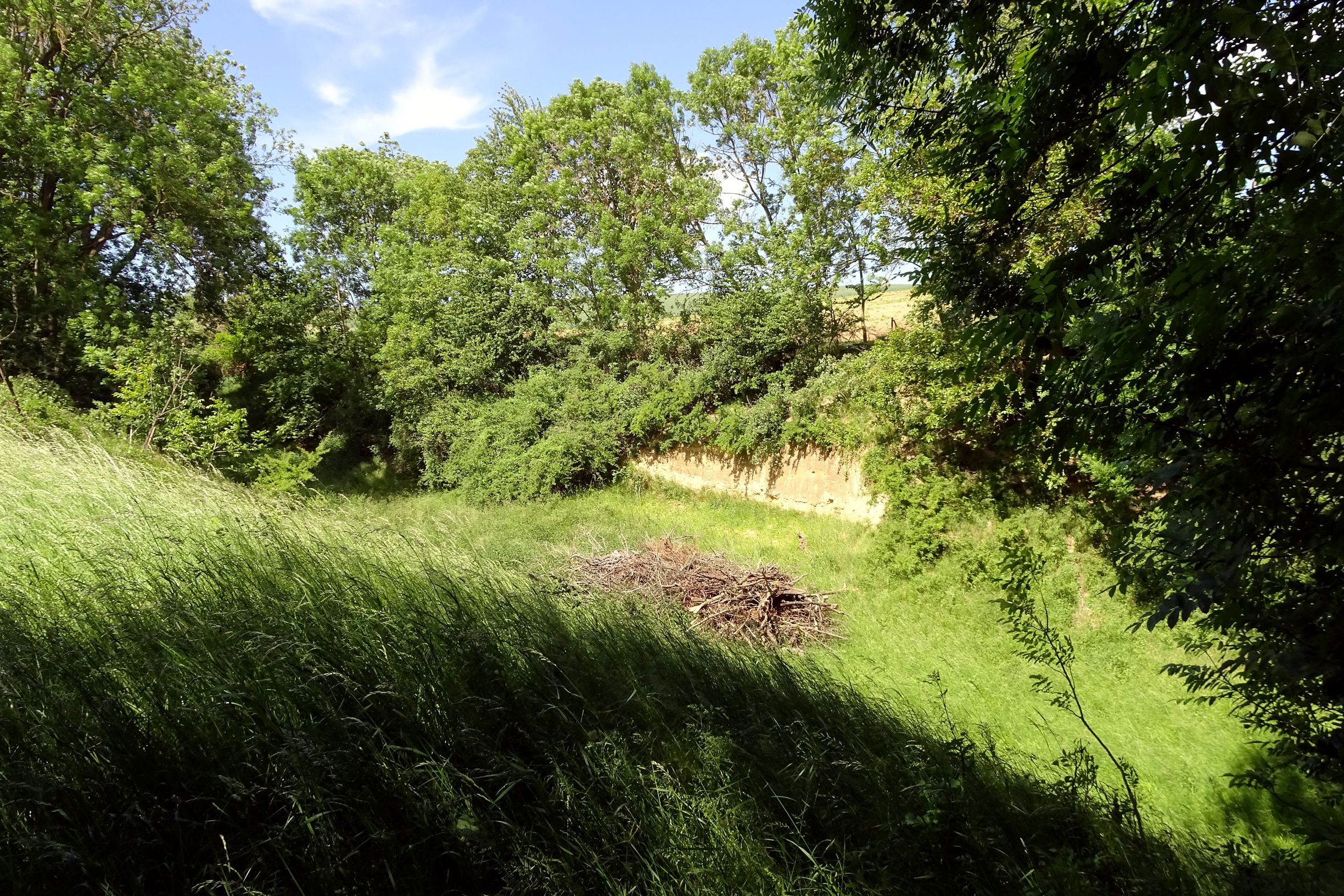
Westliches Seitental mit Lössabstich
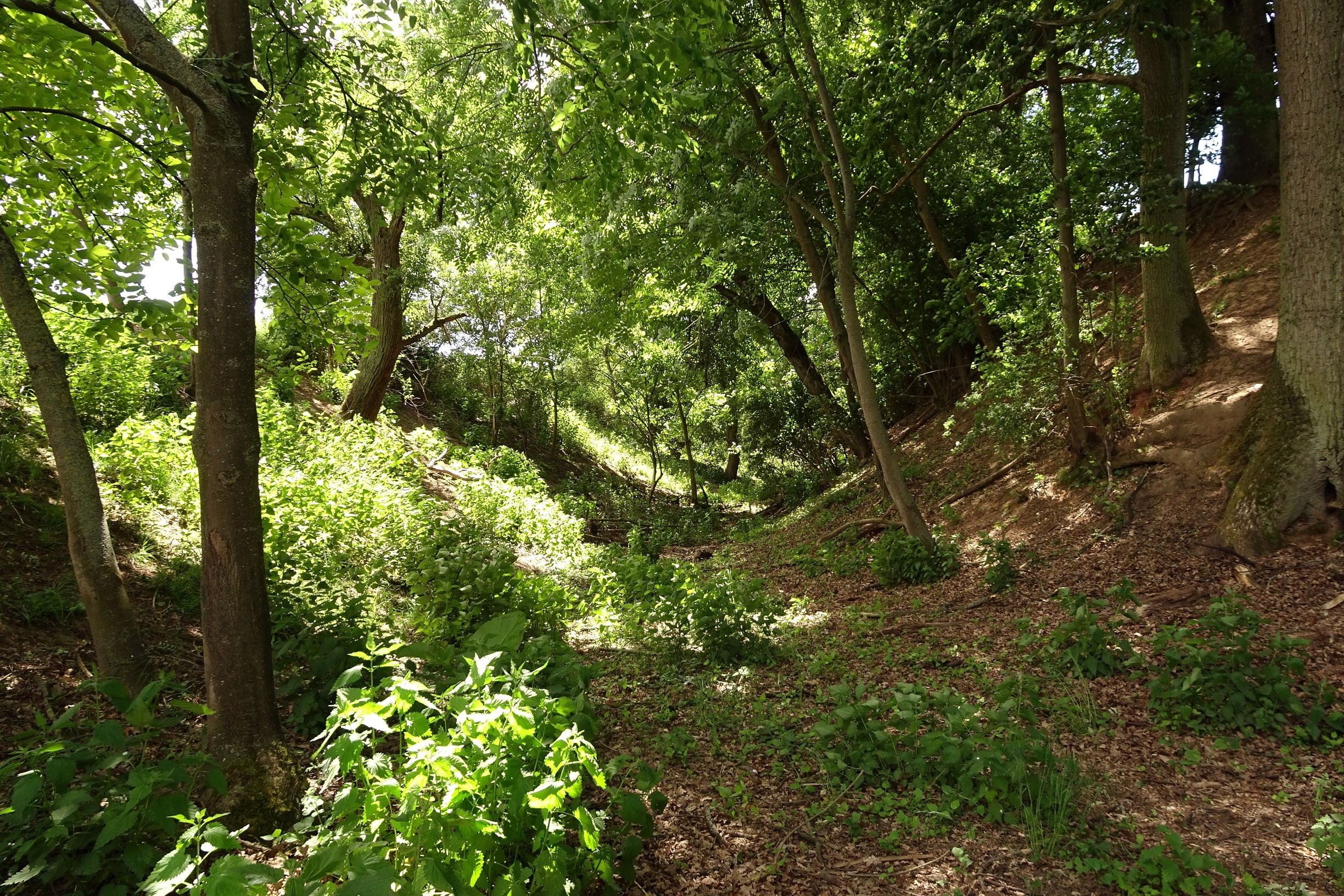
Am Grund der nördlichen Lösshohl

## Beeinträchtigungen
Entlang des Westrandes des Schutzgebietes ist der Weg mit Bauschutt befestigt. Mehrere Brennnesselfluren im Naturdenkmal weisen auf den Eintrag von verdriftetem Dünger aus den angrenzenden Feldern hin. Im südlichen Teil wurden Kompostablagerungen beobachtet.